# 邱子瑍
邱子瑍（1987年7月17日—）是臺灣兒童頻道MOMO親子台的節目主持人。初在2009年9月參加MOMO家族生力軍徵選活動，以吉他自彈自唱融合幼兒互動歌曲，讓面試官留下深刻印象。經過台灣北中南三區初選、複賽、決賽三次面試後選出20人參與培訓，經由數月培訓成功簽約進入MOMO親子台，取名為檸檬哥哥並於2010年6月正式參與錄影。

2016年與親子台合約到期後未續約並改藝名為雷梦，2019年将本名邱俊铭更名为邱子瑍。不過持續以檸檬哥哥的身分與MOMO親子台合作節目主持、專輯錄製與參與公益活動（随后于2024年签回MOMO亲子台经纪部）。

## 主持作品
| 年 份 | 節目名稱     | 播出頻道        | 備註                                                         |
| 2011  | MOMO歡樂谷   | momo親子台      | MOMO家族共同主持                                             |
| 2011  | MOMO小玩家   | momo親子台      | MOMO家族共同主持                                             |
| 2011  | 哈客DoReMi   | momo親子台      | 與小蜜桃姊姊主持                                             |
| 2012  | 寶貝星樂園   | momo親子台      | MOMO家族共同主持                                             |
| 2012  | MOMO玩玩樂   | momo親子台      | 與彤彤姐姐、哈密瓜哥哥、海苔哥哥共同主持                     |
| 2014  | 魔法小學堂   | 台視 momo親子台 | 與彤彤姐姐、陳冫茜、郭柏辰共同主持                           |
| 2014  | 哈婆婆故事屋 | momo親子台      | MOMO家族演出                                                 |
| 2015  | 一起來畫畫   | momo親子台      | 與泡芙姐姐主持                                               |
| 2015  | 寶貝生活日記 | momo親子台      | 與優格姐姐主持                                               |
| 2016  | 禮貌小寶貝   | momo親子台      | 與甜甜姐姐主持                                               |
| 2016  | 快樂小廚房   | momo親子台      | 與優格姐姐主持                                               |
| 2017  | 露營小玩家   | momo親子台      | MOMO家族共同主持                                             |
| 2017  | 黏土派對     | momo親子台      | 與優格姐姐主持                                               |
| 2017  | MOMO這一家   | momo親子台      | MOMO家族演出                                                 |
| 2017  | 地球保衛戰   | 大愛電視台      | 與達伶主持                                                   |
| 2018  | Pinbu Pinbu  | momo親子台      | 與優格姐姐主持                                               |
| 2018  | 一起來剪紙   | momo親子台      | 與甜甜姐姐主持                                               |
| 2019  | 運動練習生   | momo親子台      | 與香草姐姐、櫻花姐姐、糖果姐姐、小紅莓姐姐、藍莓姐姐共同主持 |
| 2019  | 寶貝愛做菜   | momo親子台      | MOMO家族共同主持                                             |
| 2019  | 紙箱做玩具   | momo親子台      | MOMO家族共同主持                                             |
| 2019  | 安全小寶貝   | momo親子台      | MOMO家族共同主持                                             |
| 2020  | 一起玩編織   | momo親子台      | MOMO家族共同主持                                             |
| 2020  | 快樂小農夫   | momo親子台      | MOMO家族共同主持                                             |
| 2020  | 一起摺汽球   | momo親子台      | MOMO家族共同主持                                             |

## 音樂作品
- 《MOMO歡樂谷4-歡樂谷的奇幻樂園》（2010年12月發行）
- 《MOMO歡樂谷5-歡樂谷愛的進行曲》（2011年12月發行）
- 《MOMO歡樂谷6-歡樂谷的音樂魔法》（2012年12月發行）
- 《MOMO歡樂谷7-歡樂谷的閃亮新世界》（2013年12月發行）
- 《MOMO歡樂谷8-MOMO飛到歡樂谷》（2014年12月發行）
- 《MOMO歡樂谷9-歡樂谷的快樂萬花筒》（2015年12月發行）
- 《MOMO歡樂谷10-歡樂谷之夢想出發》（2017年1月發行）
- 《 MOMO歡樂谷11-歡樂谷快樂的約定》（2018年3月發行）
- 《 MOMO歡樂谷12-歡樂谷的快樂藏寶圖》（2019年4月1日）
- 《MOMO歡樂谷13-一起去冒險》（2020年7月10日）

## 戲劇
| 年 份 | 劇 名          | 播放平台   | 飾 演 | 備註                                  |
| 2016  | 明天一起去樂園 | 客家電視台 | 雷夢  | 警員                                  |
| 2018  | 嫁娶           | Youtube    | 子杰  | 2018桃園市政府客家事務局-劇情組第一名 |

## 廣告
- 喜羊羊與灰太狼CF
- 奇思妙想喜羊羊CF
- 我家不吸菸CF
- 麵包超人CF
- 防疫12招CF
- 開心洗手歌CF
- 汪汪隊立大功CF

## 形象代言
- 衛福部國民健康署-拒菸大使(2014)[9][10]
- 衛福部國民健康署-防疫大使(2015)

## 舞台劇
| 年 份 | 劇團       | 劇 名                                       | 飾 演     |
| 2011  | 紙風車劇團 | 嘿!阿弟牯                                   | 村長      |
| 2014  | momo親子台 | 【MOMO夏季太空舞台劇–飛向宇宙，浩瀚舞垠！】 | 隊員&魔王 |
| 2015  | momo親子台 | 王子的披風                                  | 王子&魔王 |
| 2017  | 萬花筒劇團 | 彩虹音樂森林                                | 郝酉適    |
| 2018  | 好玩的劇團 | 蟲蟲的秘密森林                              | 茶花精靈  |
| 2019  | 好玩的劇團 | 培爾金特歷險記                              | 培爾金特  |
| 2020  | 好玩的劇團 | 神奇的椰子壺                                | 小馬      |

## 外部連結
兒童天王-邱子瑍的Facebook專頁

兒童天王-邱子瑍的 Instagram